# Hry s tužkou a papírem

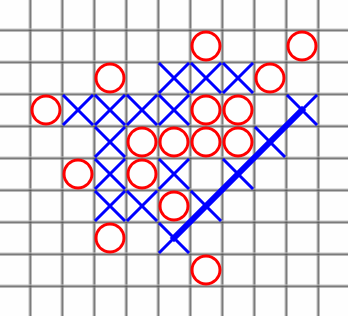
Piškvorky jsou jedna z nejznámějších her s tužkou a papírem.

Hry s tužkou a papírem jsou stolní hry, které se hrají jen za pomoci tužky a papíru (často je vhodné, či přímo nezbytné použít čtverečkovaný). Na rozdíl od deskových her tak není potřeba žádné speciální vybavení (hrací plán, kostky, figurky, karty atd...) ani znalost složitých pravidel, a mohou být hrány i v nouzových podmínkách.

## Hry s tužkou a papírem
- Piškvorky (Tic-tac-toe)
- Lodě (Bitevní lodě, Battleships)
- Šibenice
- Jméno, město, zvíře, věc
- Trubky
- Židi (někdy také Židy, Obkličovačka, Území, Hradby, Tečkovaná či Puntíkovaná)
- Závodní hry - různé varianty s názvy "Slepá cesta" nebo "Grand Prix", kdy tužka na papíře představovala vozidlo na dráze[1]

## Deskové hry s tužkou a papírem
V některých deskových hrách se hrací kameny po umístění na hrací desku už nadále nepohybují. Takovéto hry (jako například Gomoku) je možné hrát nejen jako deskové hry, ale i s pomoci tužky a papíru. Mnoho her s tužkou a papírem ale není možné hrát jako deskovou hru. 
Papír a tužku namísto hrací desky používá také například Dračí doupě a jemu podobné hry, ty však na rozdíl od klasických her vyžadují vedle tužky a papíru také několik svazků pravidel, speciální hrací kostky a další vybavení.